# Liu Penzi
Liu Penzi (chinesisch 劉盆子, Pinyin Liú Pénzi; * 11 n. Chr.) wurde nach dem Zusammenbruch der Xin-Dynastie von den „Roten Augenbrauen“ zum Kaiser der Han-Dynastie ausgerufen. Kaiser Guangwu setzte ihn im Jahre 27 ab und verschonte ihn, weil Liu Penzi keine tatsächliche Macht besessen hatte.

## Leben

### Kindheit und Jugend
Liu Penzi stammte von Liu Zhang ab, dem Prinzen Jing von Chengyang, aus dessen Herrschaftsbereich viele Rebellen der „Roten Augenbrauen“ kamen. Das Volk von Chengyang hatte Liu Zhang lange Zeit als Gott verehrt. Liu Penzis Großvater Liu Xian (劉憲) wurde von Kaiser Yuan zum Marquis von Shi ernannt, sein Sohn Liu Meng (劉萌) erbte die Mark. Als Wang Mang im Jahre 8 n. Chr. die Han-Dynastie absetzte und sich zum Kaiser der Xin-Dynastie ausrief, wurde die Mark Shi aufgelöst.
Liu Penzis ältere Brüder hießen Liu Gong (劉恭) und Liu Mao (劉茂). Die drei Brüder wurden als Kindersoldaten in den Dienst der „Roten Augenbrauen“ gezwungen. Als General Fan Chong (樊崇) sich 23 zeitweise Kaiser Gengshi unterwarf, begleitete Liu Gong ihn in die neue Hauptstadt Luoyang und wurde als Erbe seines Vaters zum Marquis von Shi ernannt. Als Fan Chong später aus Luoyang floh und sich in die Festung Puyang begab, blieb Liu Gong in der Hauptstadt und diente Kaiser Gengshi. Seine Brüder Liu Mao und Liu Penzi blieben als Viehtreiber bei den „Roten Augenbrauen“.
Als die „Roten Augenbrauen“ sich im Jahre 25 zum Feldzug gegen Kaiser Gengshi aufmachten, dachten sie über einen Nachfolger als Kaiser von Han nach. Sie fanden gut 70 Nachkommen des Prinzen Liu Zhang, von denen aber nur drei der Hauptlinie entstammten: Liu Mao, Liu Penzi und Liu Xiao (劉孝), der ehemalige Marquis von Xi’an. Die Rebellen zogen Lose und erklärten Liu Penzi zum Kaiser. Der Viehtreiber war entsetzt, als sich alle Generäle vor ihm verneigten. Er versuchte, das Los zu zerkauen und zu vernichten, aber vergeblich. Allerdings blieb er auch nach seiner Wahl zum Kaiser ein Viehtreiber, bis die Rebellen Wang Mang besiegt und in die Hauptstadt Chang’an einzogen.

### Proklamation als Kaiser
So erfolgreich die Generäle der „Roten Augenbrauen“ auch auf dem Schlachtfeld waren, so ungeeignet waren sie als Herrscher. Die Bewohner der Region Guanzhong (關中, heutiges mittleres Shaanxi) unterwarfen sich zwar zunächst und leistete Tribut, stellten aber bald entsetzt fest, dass die „Roten Augenbrauen“ auf dem Weg nach Chang’an dennoch raubten und plünderten. Darum verschanzten sie sich bald wieder in ihren Städten und bekämpften die Rebellen erneut.
Zum Neujahrsfest 26 machte Liu Penzi einen letzten Versuch, sich von der Spitze der Bewegung zurückzuziehen. Einer seiner Verwandten bat die Generäle, Kaiser Penzi den Thron abgeben zu lassen. Liu Penzi fuhr vom Thron auf, nahm sein kaiserliches Siegel ab und sprach weinend: „Jetzt gibt es einen Kaiser, aber immer noch führen sich alle wie Räuber auf. Das Volk hasst uns und vertraut uns nicht, und zwar darum: Ihr habt den falschen Himmelssohn gewählt. Bitte gebt mir meinen Leib zurück. Wenn ihr mich aber töten wollt, um die Schande von euch abzuwenden, so muss ich sterben.“ Fan Chong und die anderen Anführer waren beschämt. Sie erhoben sich von ihren Sitzen, verneigten sich vor Kaiser Penzi und baten um Vergebung für ihre Vergehen. Sie zwangen Kaiser Penzi mit Gewalt auf den Thron zurück und reichten ihm das kaiserliche Siegel. Noch Wochen nach der Krise hielten die Generäle ihre Soldaten vor Übergriffen zurück, wofür das Volk Kaiser Penzi als huldreichen und brillanten Herrscher priesen. Nach einiger Zeit fiel die Armee jedoch wieder in ihr altes Verhalten zurück. Sie brachte das Volk um die letzten Nahrungsvorräte, brannte viele Paläste und andere Bauten in Chang’an nieder und marschierte schließlich nach Westen ins heutige östliche Gansu.
Der Kriegsherr Wei Ao (隗囂) schlug den Angriff rasch zurück und zwang die Rebellen, sich nach Osten zurückzuziehen. Nach verlustreichen Schlachten gegen die Truppen des jetzigen Kaisers Liu Xiu waren sie am Boden zerstört und ergaben sich ihm im Frühjahr 27. Liu Penzi gab seinen Titel auf und wurde vom Kaiser verschont, der dessen untergeordnete Rolle bei den Rebellen erkannte. Er ernannte ihn zum Assistenten seines Onkels Liu Liang (劉良), des Prinzen von Zhao. Später verlor Liu Penzi durch eine Krankheit sein Augenlicht, weshalb der Kaiser ihn mit ausreichend Pachtland ausstattete, um von der Pacht leben zu können. Liu Penzis weiteres Schicksal ist unbekannt.